# Tomentella punicea
Tomentella punicea är en svampart som först beskrevs av Alb. & Schwein., och fick sitt nu gällande namn av Joseph Schröter 1888. Tomentella punicea ingår i släktet Tomentella och familjen Thelephoraceae.  Arten är reproducerande i Sverige. Inga underarter finns listade i Catalogue of Life.

## Källor

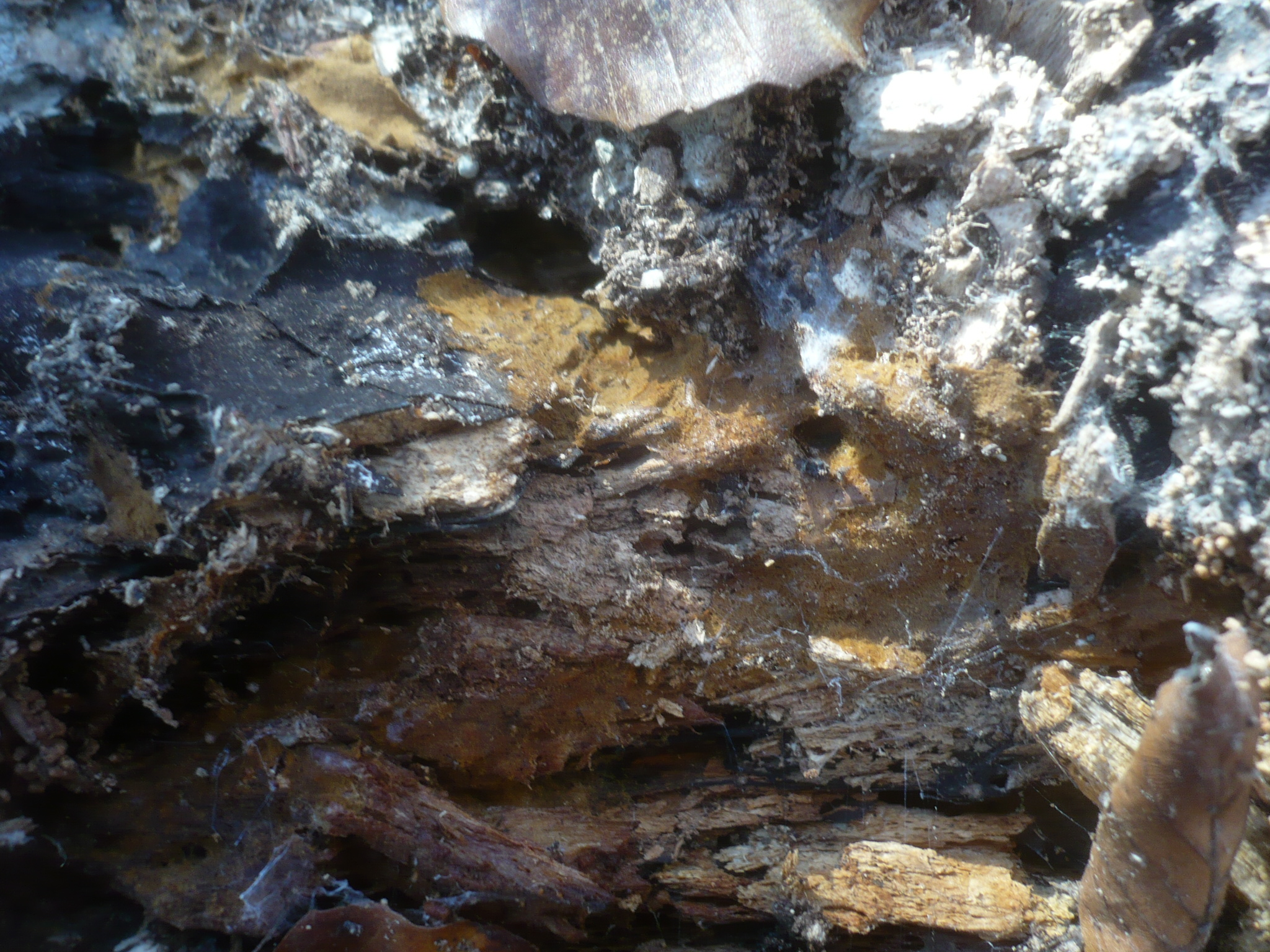
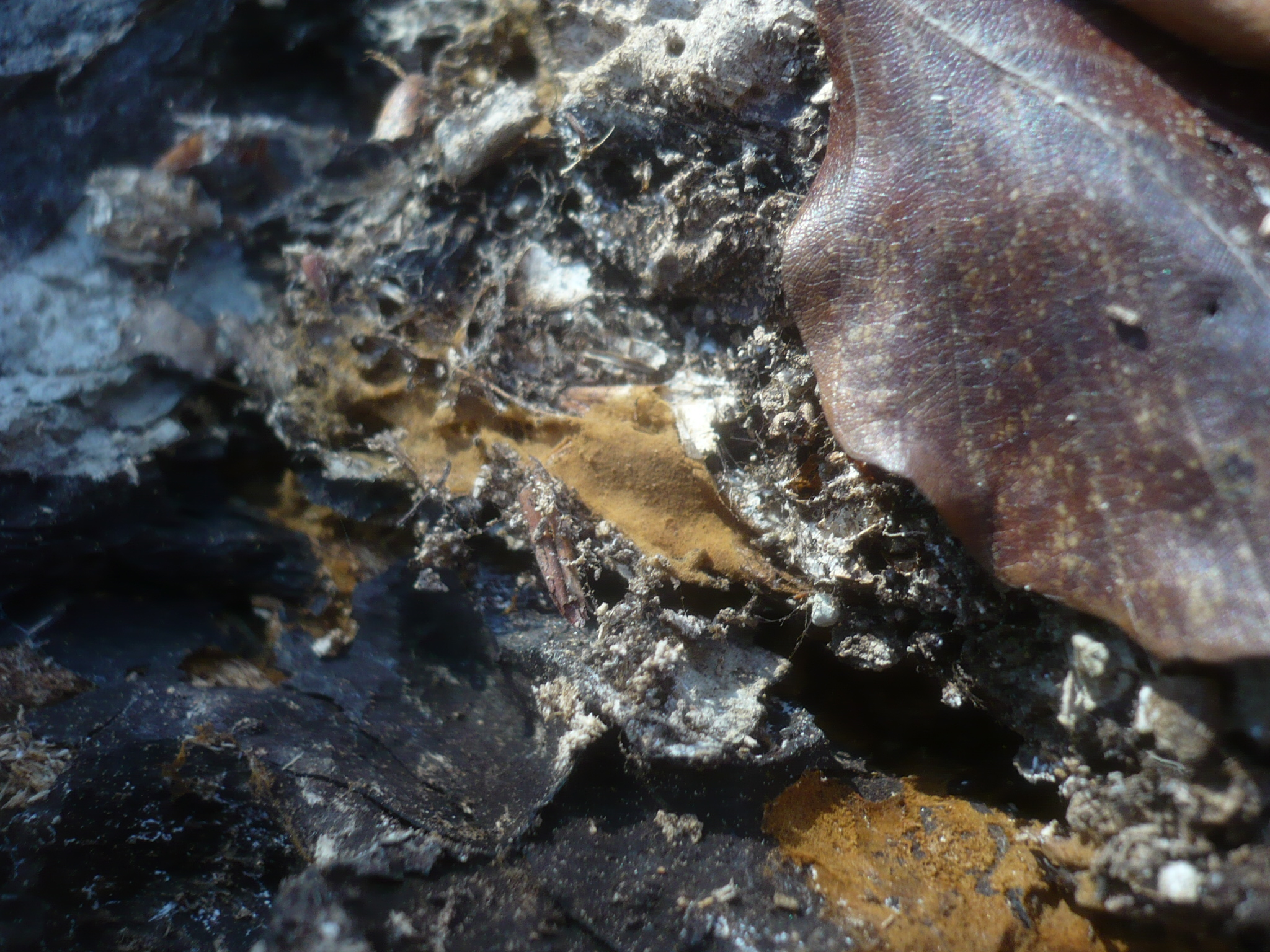
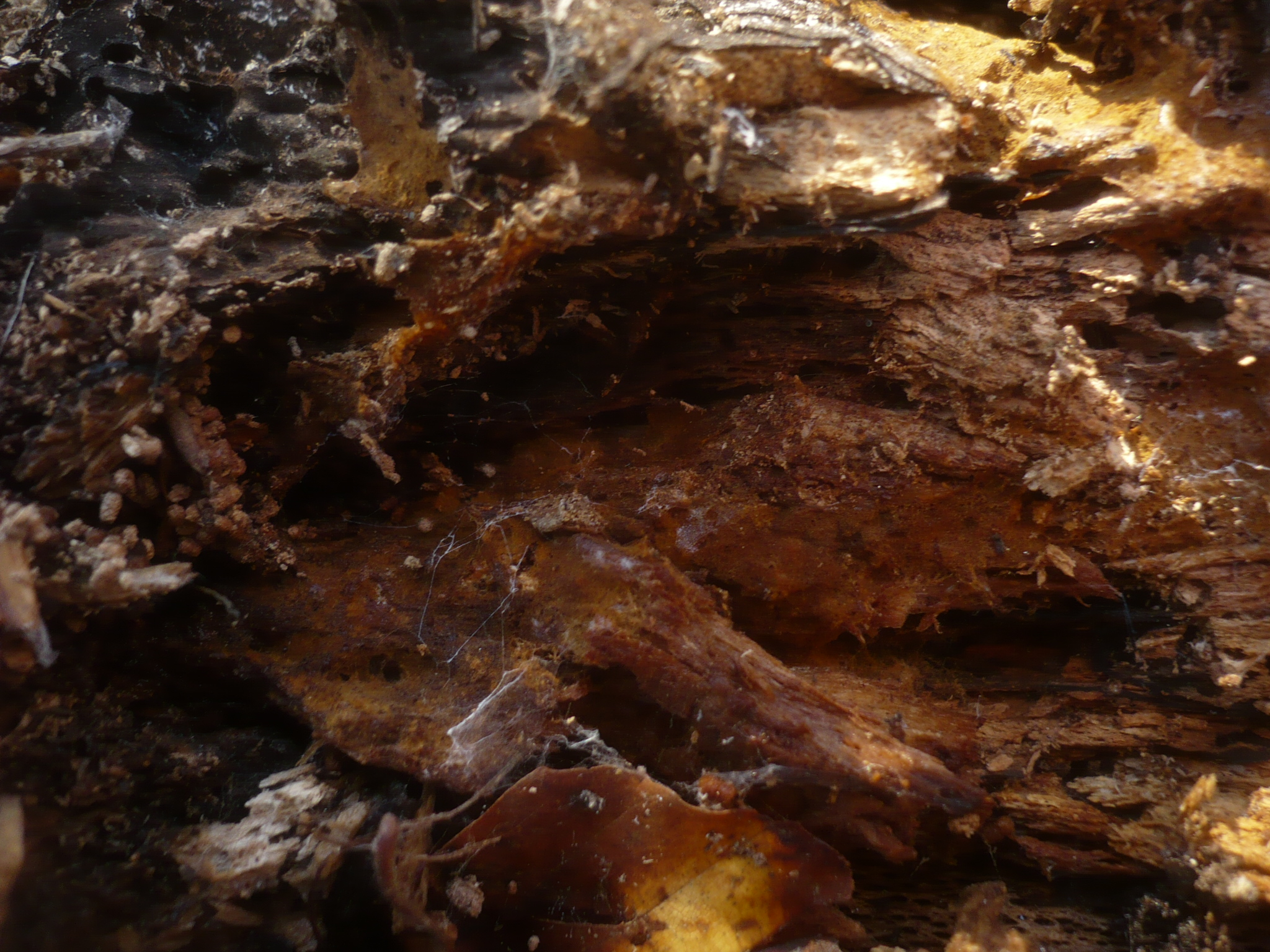
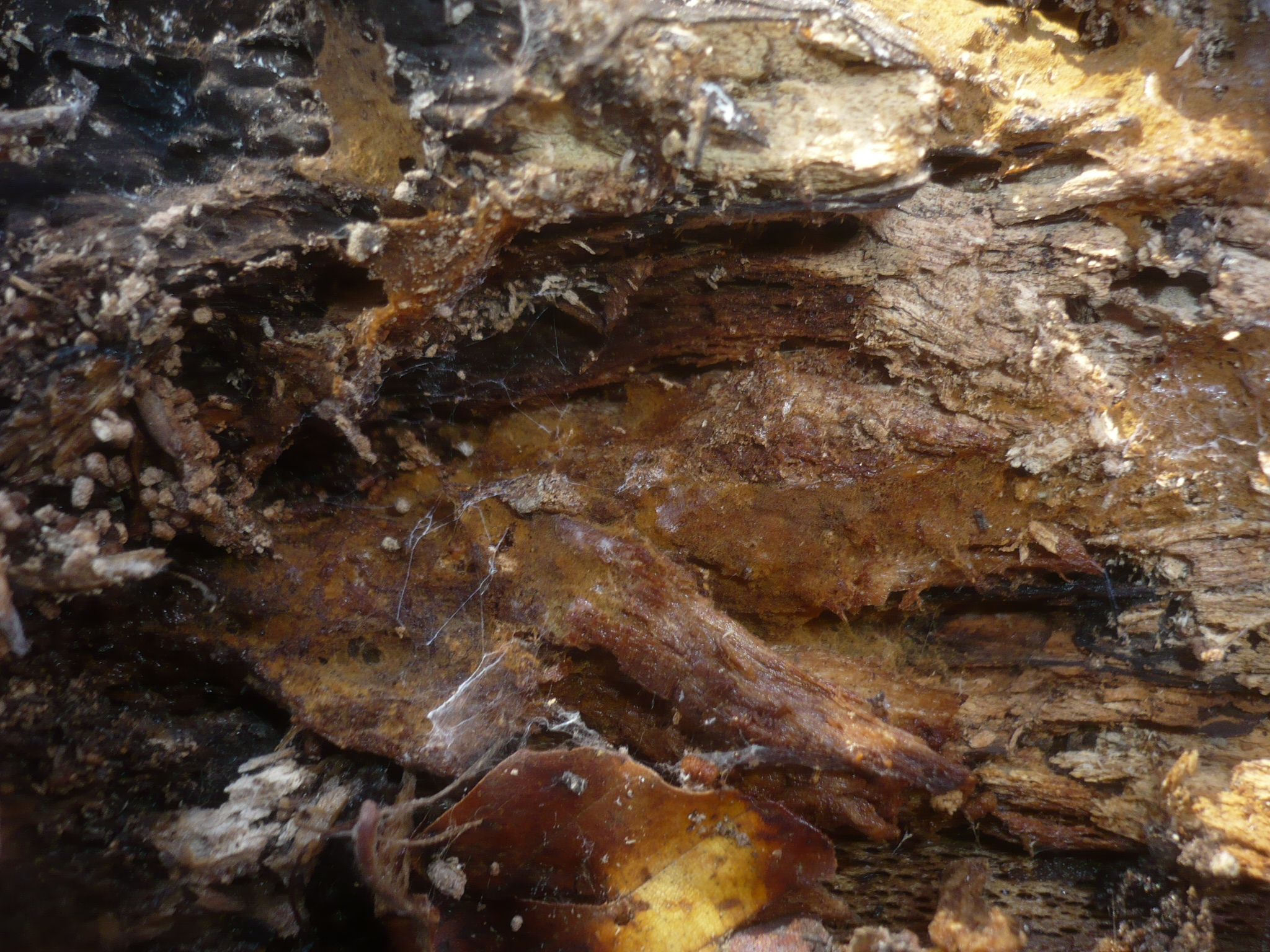
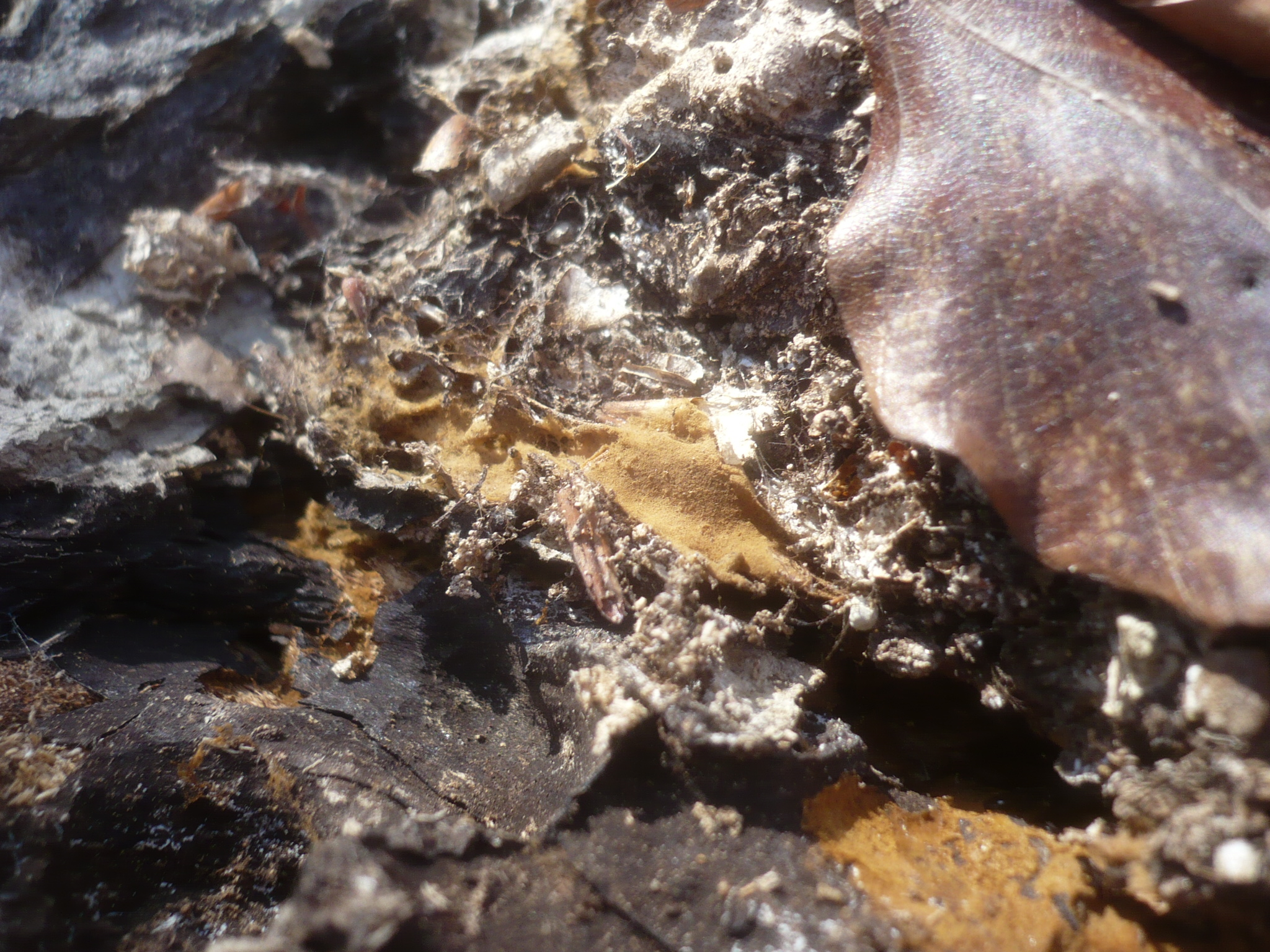
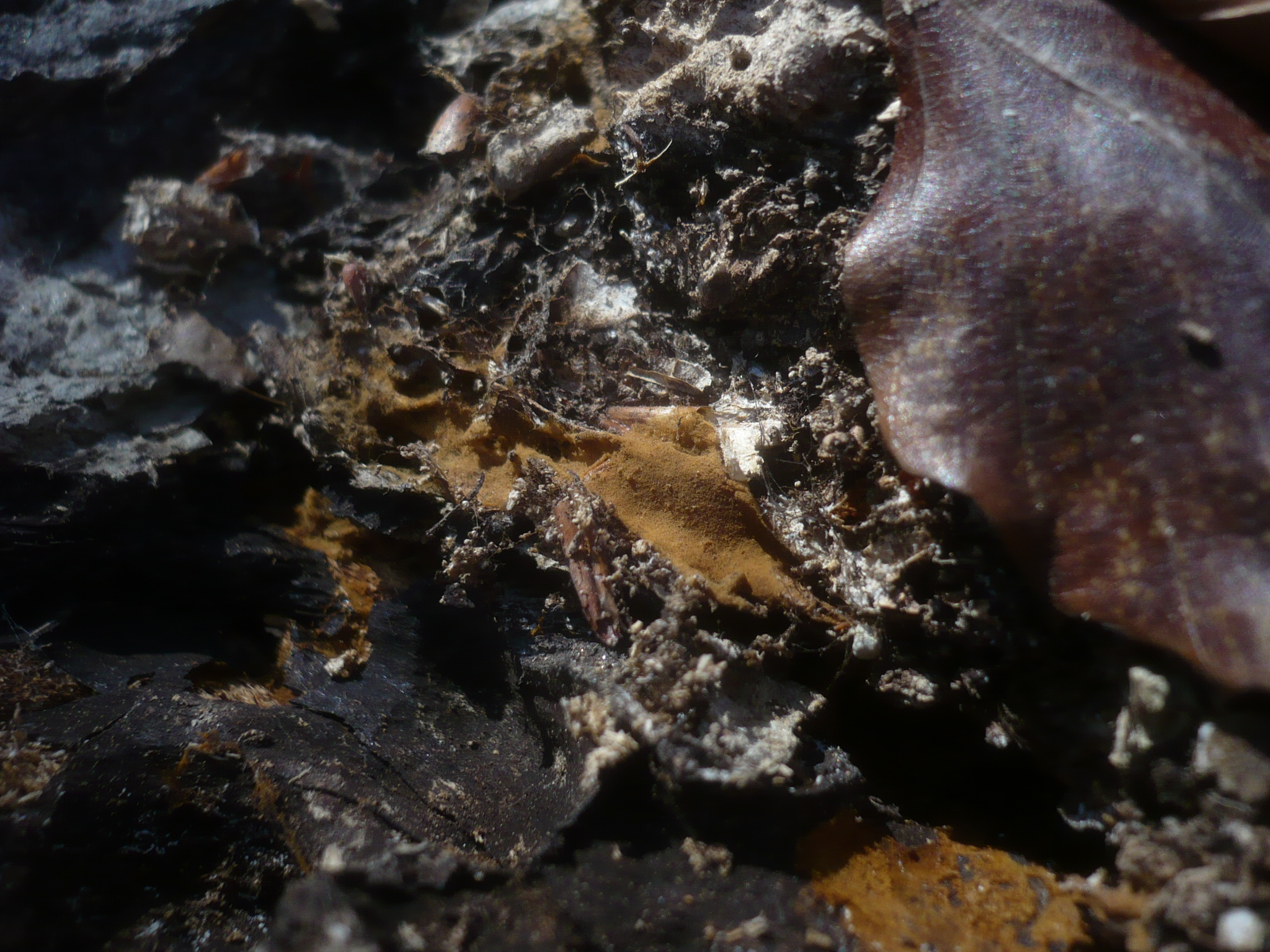
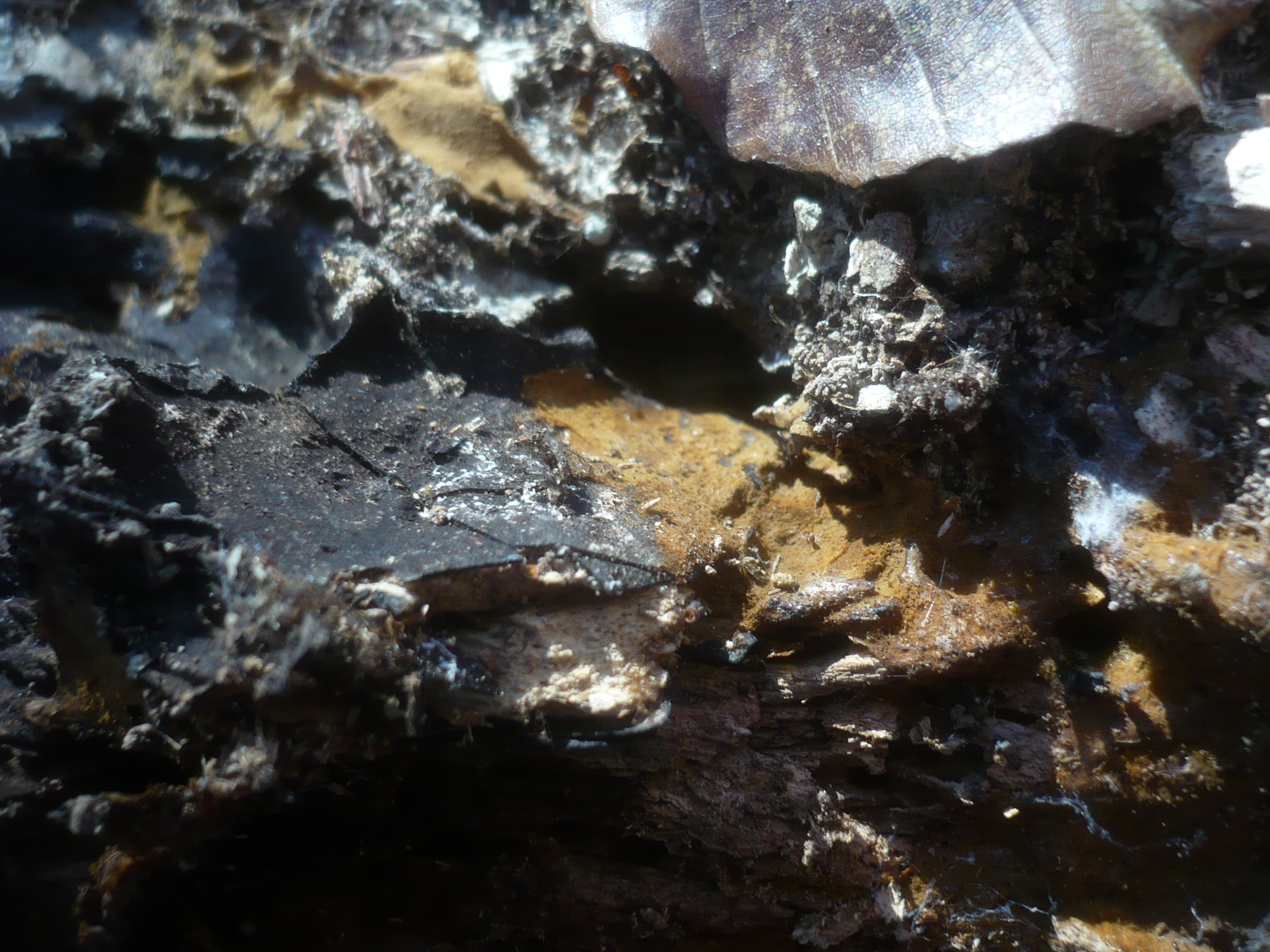
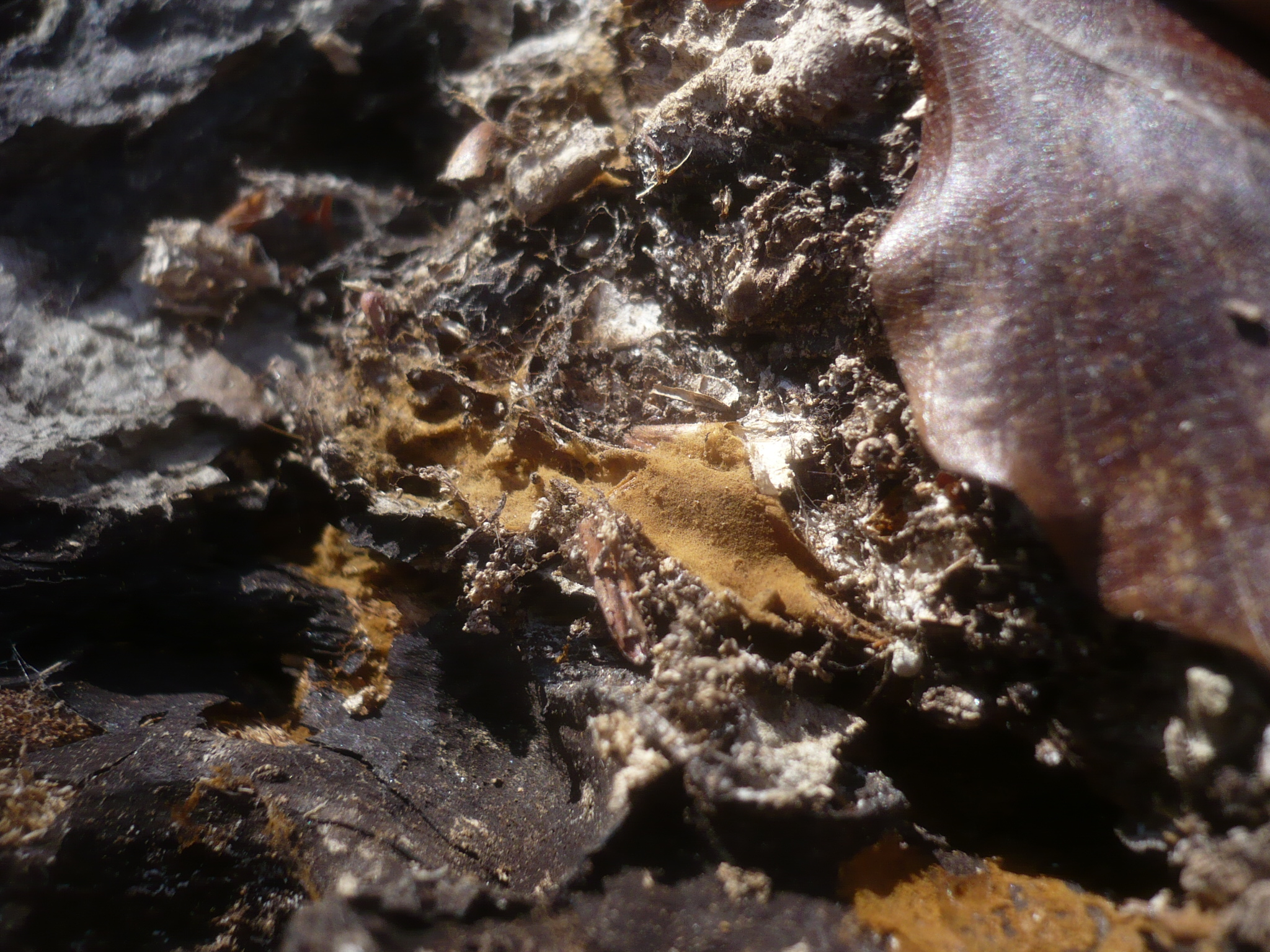